# Jānis Reirs
Jānis Reirs, né le 23 septembre 1961 à Riga, est un homme d'État letton membre d'Unité. 
De 2019 à 2022, il est ministre des Finances.

## Biographie

### Formation et vie professionnelle
Entrepreneur, il a étudié les sciences économiques à l'université de Lettonie, où il a obtenu un doctorat en 1990.

### Parcours politique
En 2002, il se rapproche d'Einars Repše et participe à la fondation du parti Nouvelle Ère (JL). Il est élu quelques mois plus tard député à la Diète, dont il devient secrétaire.
Il est nommé ministre sans portefeuille, chargé de la Société de l'information le 2 décembre 2004, lors de la premier gouvernement du conservateur Aigars Kalvītis. Il remet sa démission le 8 avril 2006, en conséquence du retrait de la JL de la majorité parlementaire.
Réélu député en 2006, il est choisi en 2009 comme conseiller de la nouvelle ministre de l'Intérieur, Linda Mūrniece. Il échoue quelques semaines plus tard à se faire élire député européen, puis est nommé en 2010 secrétaire parlementaire du ministère de la Santé.
Aux élections législatives du 2 octobre 2010, il se présente sur une liste de la coalition Unité, mais échoue à retrouver son mandat. Il retourne toutefois au Parlement, après que Sarmīte Ēlerte a été nommée ministre de la Culture. Il est élu une nouvelle fois lors des élections anticipées du 17 septembre 2011, puis du scrutin du 4 octobre 2014.
Le 5 novembre suivant, il est nommé ministre des Finances dans le second gouvernement de coalition de centre-droit de la Première ministre conservatrice Laimdota Straujuma. Lors de la formation du gouvernement de centre-droit de Māris Kučinskis le 11 février 2016, il devient ministre du Bien-être social.